# Andrea Drumbl
Andrea Drumbl (* 8. Juli 1976 in Lienz/Osttirol) ist eine österreichische Schriftstellerin.

## Leben
Andrea Drumbl ist in Kärnten (Kötschach-Mauthen) aufgewachsen und studierte nach ihrer Matura auf dem zweiten Bildungsweg 2001 Deutsche Philologie und Vergleichende Literaturwissenschaft an der Universität Wien. 2006 schloss sie ihr Studium mit Mag. phil. ab.
Drumbl veröffentlichte Texte in Zeitschriften und Anthologien sowie im ORF-Hörfunksender Ö1. Ihr erster Roman Die Vogelfreiheit unter einer zweiten Sonne, weil die erste scheint zu schön erschien 2013, mit einem Vorwort von Büchner-Preisträger Josef Winkler. 2014 erschien Narziss und Narzisse, im Herbst 2015 ihr dritter Roman Die Einverleibten. 2025 veröffentlichte sie gemeinsam mit dem Schweizer Künstler Paul Sägesser das Buch Wir haben das Dasein geübt, ein poetischer Dialog zwischen Dichterin und Maler.
Drumbl ist Mitglied der Grazer Autorinnen Autorenversammlung (GAV) und der Interessengemeinschaft österreichischer Autorinnen und Autoren (IG Autorinnen Autoren).
Andrea Drumbl hat mit dem österreichisch-schweizerischen Schriftsteller Martin K. Menzinger eine Tochter (* 2014) und einen Sohn (* 2017).

## Werke
- Wir haben das Dasein geübt. Begegnungen. Scheidegger & Spiess, Zürich 2025, ISBN 978-3-03942-256-2.
- Die Einverleibten. Edition Atelier, Wien 2015, ISBN 978-3-903005-08-2.
- Narziss und Narzisse. Roman. Edition Atelier, Wien 2014, ISBN 978-3-902498-86-1.
- Die Vogelfreiheit unter einer zweiten Sonne, weil die erste scheint zu schön. Edition Atelier, Wien 2013, ISBN 978-3-902498-72-4.

## Auszeichnungen
- 2024: 17. Kärntner Lyrikpreis der Stadtwerke Klagenfurt: Kulturpreis[4]
- 2019: Theodor-Körner-Preis
- 2018/19: Projektstipendium für Literatur
- 2017: Kunstförderstipendium der Stadt Linz
- 2014: Shortlist Literaturpreis Alpha
- 2012: Jahresstipendium für Literatur des Landes Kärnten
- 2011: Startstipendium für Literatur
- 2010: Kärntner Lyrikpreis